# Tactique (1863)
Tactique – francuska kanonierka z 2. połowy XIX wieku, jedna z pięciu jednostek typu Pique. Okręt został zwodowany 19 marca 1863 roku w stoczni Arsenal de Toulon w Tulonie, wchodząc w skład Marine nationale w październiku 1863 roku. Po wycofaniu ze służby we francuskiej marynarce w 1886 roku jednostka została zakupiona przez rząd Urugwaju, po czym w roku 1887 została wcielona do marynarki tego kraju pod nazwą „General Suárez”. Okręt został wycofany ze służby w 1913 roku, a przynajmniej do 1919 roku był użytkowany jako hulk szkolny.

## Projekt i budowa
Kanonierki typu Pique zostały zwodowane w latach 1862–1864. Okręty miały kadłuby wykonane z drewna, napędzane były maszynami parowymi poprzez jedną lub dwie śruby (tylko na „Pique”). „Tactique” zbudowany został w Arsenale w Tulonie . Wodowanie odbyło się 19 marca 1863 roku .

## Dane taktyczno-techniczne
Okręt był kanonierką o długości na wodnicy 38,8 metra, szerokości 6,71 metra i zanurzeniu 2,62–3 metry . Wyporność normalna wynosiła między 360 a 405 ton . Siłownię okrętu stanowiła maszyna parowa o mocy 175–205 KM, do której parę dostarczały kotły owalne . Prędkość maksymalna napędzanego jedną śrubą okrętu wynosiła 7,3–9,2 węzła . Okręt zabierał zapas 25-35 ton węgla .
Na uzbrojenie artyleryjskie okrętu składały się początkowo dwa pojedyncze działa kalibru 120 mm (4,7 cala).
Załoga okrętu składała się z 62 oficerów, podoficerów i marynarzy .

## Służba
Okręt został przyjęty w skład Marine nationale w październiku 1863 roku . W 1886 roku jednostka została wycofana ze służby we francuskiej marynarce, po czym w roku następnym zakupiona przez rząd Urugwaju . Kanonierkę przezbrojono wówczas w cztery pojedyncze działa kalibru 75 mm C/73 L/30 produkcji Kruppa . W roku 1887 okręt przyjęto do marynarki wojennej tego kraju pod nazwą „General Suárez” . Okręt został wycofany ze służby w 1913 roku, a następnie przynajmniej do 1919 roku był użytkowany jako hulk szkolny.